# Ksenofan
Ksenofan iz Kolofona (grč. Ξενοφάνης ὁ Κολοφώνιος, (570. pr. Kr. – 480. pr. Kr.) je bio grčki filozof predsokratovac, pjesnik, te društveni i vjerski kritičar. 
Naše poznavanje njegovih gledišta je dobiveno iz njegove sačuvane poezije, koju su drugi grčki pisci citirali. Njegova poezija je kritizirala i ismijavala mnoge ideje, kao i vjerovanje u antropomorfne bogove, kao i grčko poštovanje atletike. Ksenofan je odbijao tadašnje vjerovanje u mnogo bogova, kao i ideju da bi bogovi bili oblikom slični ljudima. Jedan je poznati odlomak ismijao tu ideju tvrdeći da, kad bi bikovi bili u mogućnosti zamišljati bogove, onda bi ti bogovi bili odraz bikova. Budući da je prema njegovom shvaćanju bog bio jedan, apstraktan, univerzalan, nepromjenjiv, nepokretan i uvijek prisutan, Ksenofan se često uzima kao prvi monoteist u zapadnoj filozofiji religije. 
On je, također, pisao da pjesnici trebaju pisati samo o bogovima koji izazivaju društveno oduševljenje, i ovo je samo jedno od njegovih mišljenja koja su prethodila djelima Platona. Istraživajući fosile, Ksenofan je zaključio da je voda nekada morala pokrivati čitav planet. Njegova epistemologija govori da istina postoji, ali da je ljudi kao smrtnici ne mogu spoznati. Ovo je značilo da je moguće djelovati vodeći se hipotezom: možemo djelovati kao da znamo istinu. Ovo je Ksenofanovo učenje ponovo oživio Karl Popper i ono je osnova Kritičkog racionalizma.
Do 1950. godine bilo je dosta kontroverzije oko Ksenofana, uključujući i pitanje može li se on karakterizirati kao filozof ili ne. Današnje je filozofsko mišljenje da je Ksenofan bio jedan od najvažnijih predsokratovaca. Ranije se često smatrao Zenonovim učiteljem, Parmenidovim kolegom, i osnivačem Elejske škole, ali je današnje opće mišljenje različito.

## Život
Postao historijski most između miletskih i elejskih mislilaca. Temperamentan pjesnik, ozbiljan, praktički orijentisan realist i racionalan kritičar filozofije. Bio je rodom Jonjanin, ali veći dio života je proveo u Južnoj Italiji. Ksenofanes zauzima mjesto u nizu racionalista, koji su bili protivnici mističnih sklonosti Pitagorasa i ostalih. Prije je smatran za osnivača Elejske škole. Novija istraživanja ga stavljaju kao neovisnog mislioca. Danas se ne ubraja u Elejsku školu, eventualno je neka preteča, zečetnik.

## Spisi
Pisao je u epskim stihovima, te elegije protiv Homera i Hezioda, kudeći njihova kazivanja o bogovima. U izgubljenom spjevu koji je nosio karakterističan naslov O prirodi (sačuvali su se samo njegovi fragmenti kod Aristotela) ismijava izvanredno religijske i mitološke predstave, ukazujući na njihov antropomorfni izvor. Kako izgledaju ljudi takvi su im i bogovi. Etiopljani govore da su im bogovi tuponosni i crni, a Tračani da su plavooki i riđokosi.
Napisao je djelo "O prirodi".

## Učenje
Logičan i strogo racionalan, Ksenofan (koji nužno i zbog svog filozofskog stava o jednom bitku mora odbaciti i antropološki politeizam) jedan je od velikih grčkih filozofa čiji metafizički materijalizam odbacujući kretanje i promjenljivost ostaje ipak bitno ograničen i ukočen u odnosu na dijalektičku misao jednog Herakleitosa.
Za Ksenofana – kao i za druge elejce – bitak može biti samo jedan, savršen, iznad svega mnoštvenog, promjenljivog: bitak je stoga vječan, nikada nije nastao niti će ikada nestati. Bitak za Ksenofanesa – jer kao savršen mora biti i određen – ima oblik kugle. Bitak, naime, ne može biti tako neograničen da bi samim tim bio i neodređen. Stoga on ima oblik kugle. Jer upravo je kugla onaj oblik koji u sebi sadrži jedinstvo ograničenosti i neograničenosti. U tom smislu bitak – kao ono najsavršenije ne može izvan ili iznad sebe imati bilo šta savršenije, pa tako ni bogove.
Taj u biti materijalno shvaćeni bitak, nepromjenljiv je samo kao cjelina, dok se u pojedinim dijelovima te cjeline događaju promjene, koje, međutim, ne utiču na savršen oblik kugle što ga ima bitak.
Beskrajno je nebiće. Ono što se rađa, rađa se od bića. Jedno je bog. Biće Jedno i Sve = bog, ni ograničeno ni beskrajno, ni pokretno ni mirno. Ne odobrava ni rađanje ni umiranje. Ništa ne može poteči od nebića. Nemogućnost poznavanja stvari. Poriče valjanost ljudskog razuma, neistinost osjetila. Jedno je Sve i nije promjenjivo i to je bog, nerođen i vječan i okrugla oblika. Smatra da su osjetila lažna. 
Prvi je izlagao da je propadljivo sve što se rađa i da je duša dah (pneuma). On je ismijavao pitagorejsko učenje o seobi duša. Za Pitagoru jednom je na prolazu vidio psa kako ga – mlate, kažu, ganut ovako progovori – "Stani, ne tuci, to je mog prijatelja duša – koju sam prepoznao po njenu jauku". 

## Etika
On želi da pročisti, oduhovi i usavrši helenistički socijalni život. Zalaže se za veče odavanje pošte duhovnom obrazovanju: on odbacuje konzervativno-aristokratska mjerila za ljudske vrijednosti (slavljenje Olimpijskih pobjednika). Prvenstvo u mudrosti prema vrlinama. Ne cijeni fizičke osobine, negativno se odnosi i prema Olimpijskim igrama, zahtjeva samo trezvenost i poštovanje osnovnih razumskih načela. Uznositi tjelesnu snagu iznad blagorodna uma, to nipošto pravedno nije. Kao suprotnost pojmu «arete» (άρετή – valjanost, savršenstvo, zasluga) nova je škola stavila na prvo mjesto pojam «sofija» (σοφια) tj. mudrost, znanje koje gleda pojave i razmatra ih pa ih tako upoznaje i razumije.

## Bogovi
Moć boga je da vlada a ne da se njima vlada – svojstvo boga je da se bogom ne gospodari. Bog ima oblik kugle. Nisu ljudi tvorevina bogova već su bogovi tvorevina ljudi. Svojim monoteizmom – uobličava boga iz apsolutnih vrijednosti – jedinstva, jednakosti, nepromjenjivosti, vječnosti, neprolaznosti, time je dao podsticaj cijelom etičko-reformatorskom pokretu dosokratskih mislilaca. On je panteist, bog je «jedno i sve». Mnoge stvari je izrekao samo negativno i iz negativne kritike ne smiju se izvoditi nikakve pozitivne dedukcije. Smatra da postoji jedan bog, nije poput ljudi ni tijelom ni mišljenjem, neka forma monoteizma, nije prvi koji je to rekao.
Bog nije ljudima-smrtnicima nalik ni likom ni umom. Tog vječnog i nepromjenljivog boga čovjek ne može ni vidjeti ni čuti, i on se od čovjeka po svemu i potpuno razlikuje. Bez potrebe da se kreće, ovaj bog vidi sve, i sve drži pod svojom vlašću i nadzorom, dok se svaka njegova misao sama po sebi ostvaruje. Bog – bez napora, on protresa sve stvari pomoću mišljenja svog uma. Uvijek na istom mjestu ostaje potpuno nepokretan. Nije dostojno boga da ide tamo-amo u različito vrijeme. On mimo tjelesnog pokreće stvari. Ksenofanes nije ni pokušao da iznese bilo kakav jasan i uvjerljiv sud o postanku svijeta. On je odbacio drevne mitove i pokušao ih nadomjestiti naturalističkim i empirijskim objašnjenjima pojava.
Rugalice. Što se bogova tiče bio je izrazito slobodouman. Homer i Hesiod pripisivali su bogovima sve stvari koje smrtni drže za sramne i nečasne: krađe, preljube i međusobne prevare... Ali smrtnici misle da se bogovi rađaju kao i oni sami, da nose sličnu odjeću, glas, tjelesni oblik... a kada bi volovi ili konji ili lavovi imali ruke i mogli da njima slikaju i, kao ljudi, stvaraju umjetnička djela, konji bi predstavljali bogove nalik na konje, volovi pak nalik na volove, a pripisivali bi im takva tijela kakva ima svako od njih samih. 
Ksenofanes je vjerovao da u stvarima teologije nemoguće utvrditi istinu. Jedina pouzdana istina je, da ne postoji, niti će ikada postojati, neko čovjek koji zna istinu o bogovima i svim stvarima o kojima govorim.

## Značaj
Ustajući protiv nazadne tradicije i konvencije, protiv misterija i mantike, kao i protiv mitske slike svijeta, antropomorfnog politeizma, u historije je helenske filozofske misli značajan kao ptica prozorkinja koja navješćuje zoru helenske prosvječenosti.

## Poveznice
- Filozofija
- Elejska škola
- Parmenid
- Zenon